# 孔夫朗代
孔夫朗代（法語：Conflandey，法語發音：[kɔ̃flɑ̃dɛ]）是法国上索恩省的一个市镇，属于沃苏勒区。

## 地理
孔夫朗代（47°43'41"N, 6°2'39"E）面积5.3 平方千米，位于法国勃艮第-弗朗什-孔泰大區上索恩省，该省份为法国东部内陆省份，北起顺时针与孚日省、贝尔福地区省、杜省、汝拉省、科多尔省和上马恩省接壤。
与孔夫朗代接壤的市镇（或旧市镇、城区）包括：法韦尔内、阿蒙库尔、弗勒雷莱法韦尔内、索恩港、皮尔热罗。

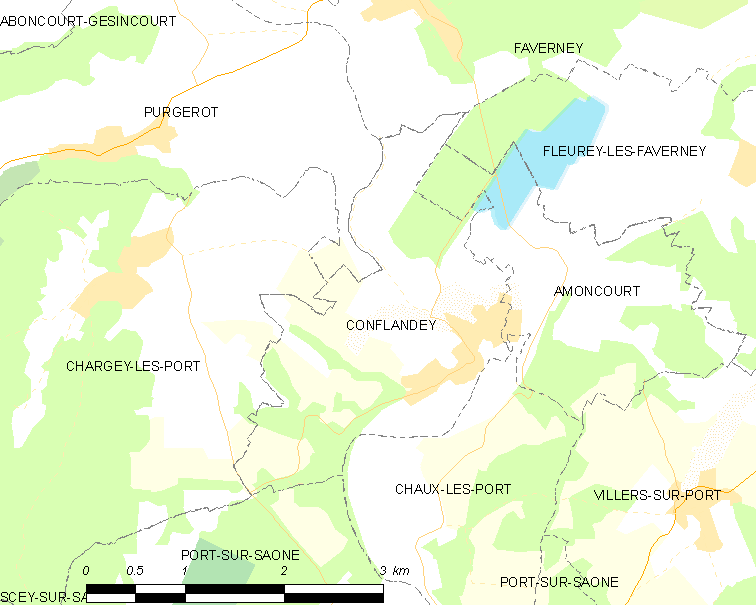
孔夫朗代的OSM定位图

孔夫朗代的时区为UTC+01:00、UTC+02:00（夏令时）。

## 行政
孔夫朗代的邮政编码为70170，INSEE市镇编码为70167。

## 政治
孔夫朗代所属的省级选区为索恩港县。

## 人口

1962-2008年间孔夫朗代人口变化图示

孔夫朗代于2022年1月1日时的人口数量为357人。